# Поки я жива
«Поки я жива» (англ. Before I Die) — роман британської письменниці Дженні Даунхем. Вийшов 2007 року та був номінованим на кілька літературних премій. Розповідає про останні місяці життя шістнадцятирічної Тесси Скотт.

## Сюжет
Шістнадцятирічна Тесса Скотт кілька років серйозно хвора на лейкемію. Вона вирішує закінчити лікування, розуміючи, що продовжувати лікуватися безглуздо. Їй залишилося жити кілька місяців, і Тесса складає список справ, які вона повинна встигнути виконати до смерті.
Список далеко не невинний для підлітка, але він дає їй стимул прожити «по-справжньому» останні кілька місяців. Спочатку список включає кілька пунктів, таких як: секс, наркотики, погоджуватися на все протягом дня, переступити межу закону, стати знаменитою. Багатьом дівчатам у 16 років думати про таке не слід зовсім, але ж у них все життя попереду, а Тесса має встигнути виконати все те, що за звичайних обставин вона б і не спробувала. Тесса зі своєю найкращою подругою Зої, привабливою білявкою, йде до клубу, де вони знайомляться з хлопцями та Тесса виконує перші два пункти зі свого списку.
Якось головна героїня хоче спалити свої речі, щоб після смерті ніщо не нагадувало близьким про неї, вона йде до сусіда, який розклав вогонь. Вона знайомиться і незабаром закохується в нього — вісімнадцятирічного парубка Адама. Його мама серйозно хвора, і він весь свій час витрачає на догляд за нею. Незабаром Зої повідомляє, що вона вагітна, і бажання Тесси побачити малюка найкращої подруги надає їй стимулу жити. Це бажання стає останнім та невиконаним. Батько Тесси шалено любить свою дочку і не може змиритися з думкою, що її скоро не стане, проте сама дівчина змирилася з цим. Її мати позитивніша з цього приводу. Відносини з Адамом стають все серйознішими, вона мріє, щоб хлопець почав жити з нею і це бажання здійснюється.
Протягом усього роману у Тесси все частіше трапляються напади, смерть стає дедалі ближчою. Героїня роману залишає кілька записок для членів своєї сім'ї, вона слабшає, думки скачуть, дедалі частіше вона «вимикається». Роман закінчується словами: «Миті. Зливаються в одну».

## Персонажі
- Тесса Скотт (Tessa Scott) — шістнадцятирічна дівчина, головна героїня, страждає на лейкемію. В останні місяці вона живе, намагаючись виконати всі пункти свого списку.
- Кел Скотт (Cal Scott) — одинадцятирічний брат Тесси. Сумує з приводу швидкої смерті Тесси і часто ставить питання з цього приводу.
- Зої (Zoey) — найкраща подруга Тесси, саме вона спілкується, підтримує та допомагає героїні виконувати пункти списку. Красива блондинка з блідою шкірою та вуграми. Красиво та зухвало одягається. Протягом роману вона вагітніє і чекає на дівчинку.
- Адам (Adam) — останнє кохання Тесси, сусід. Живе з нею аж до смерті.
- Джейк (Jake) — хлопець, з яким Тесса знайомиться на вечірці та виконує перший пункт списку.
- Скотт (Scott) — протягом якогось часу хлопець Зої та батько її дитини.
- Батько — підтримує дочку і допомагає у виконанні кількох пунктів, проте не схвалює більшості з них.
- Мати — була розлученою з батьком Тесси; після її відмови від продовження хімієтерапії живе з Тессою і сім'єю, намагається бути в курсі хвороби своєї доньки, але усвідомлює, що за весь той час, коли вона не жила з нею, батько знає про Тессу значно більше.

## Екранізація
Роман екранізовано під назвою «Зараз саме час». Продюсерськими компаніями виступили Blueprint Pictures у співпраці з BBC Films та Британською радою кіно. Головні ролі у фільмі зіграли Дакота Феннінг (Тесса), Джеремі Ірвін (Адам) та Кая Скоделаріо (Зої). Знімання проходили в Лондоні та Брайтоні в липні 2011 року.